# Amorphophallus andranogidroensis
Amorphophallus andranogidroensis là một loài thực vật có hoa trong họ Ráy (Araceae). Loài này được Hett. & Mangelsdorff mô tả khoa học đầu tiên năm 2006.